# Myristica quercicarpa
Myristica quercicarpa är en tvåhjärtbladig växtart som först beskrevs av James Sinclair och som fick sitt nu gällande namn av W.J.J.O. de Wilde.
Myristica quercicarpa ingår i släktet Myristica och familjen Myristicaceae. Inga underarter finns listade i Catalogue of Life.